# 武潭镇
武潭镇，是中华人民共和国湖南省益阳市桃江县下辖的一个乡镇级行政单位。
桃江古镇之一，发展迅猛。207国道贯穿镇区，资水流经镇区。

## 行政区划
武潭镇下辖以下地区：
武潭社区、勤耙田村、八家村、伏祖湾村、杨家坪村、龙拱滩村、汤家塅村、泥潭村、善溪村、梅林村、高峰村、石桥村、新铺子村、崇山坪村、罗家坪村、牛溪村、熊家村、清凉村、基固庙村、延津桥村、缺塘坳村、杉树村、武潭村、天湾村、景致村、莲花坪村、寨子村、莲花城村和碧螺村。